# 이학재 (실업인)
이학재(李學宰, ? ~ ?)는 대한제국 말기의 보부상 지도자로, 한일 병합 조약 체결을 촉구하며 여러 단체에서 활동했다. 본관은 연안이다.

## 생애
생몰년이나 본적지 등 구체적인 신상 정보는 남아있지 않다. 1904년 “전 도사(都事) 이학재”의 이름으로 국시건의소라는 단체를 설립하면서 사회 활동을 시작했다. 1908년에는 대동회를 조직하여 발기인, 부회장, 상무국장, 임시회장 등을 맡았으며, 그해 말에는 현 논산시 지역인 충청남도 은진과 강경에 노동회를 설립했다.
대한상무조합본부의 책임자인 부장으로 근무하면서 1909년 이토 히로부미가 안중근에게 암살되자 이토의 송덕비 건립을 목표로 하는 이등공송덕비건의소의 발기인이 되었다. 이때 이학재는 이토의 동상 건립을 위한 예산을 할당하고 이윤용을 찾아가 협의했으며, 경시청에 찾아가 탄원서를 제출하는 등 적극적인 활동을 했다.
같은 해 12월에는 3백만 명의 상업인들을 대표한다는 명목 아래 〈합방찬성서〉라는 문서를 작성하여 이를 한일 병합 청원 운동을 벌이고 있던 일진회로 보냈다. 일진회장 이용구 앞으로 보내진 이 문서는 일진회의 노선을 적극 지지한다는 내용을 담고 있다. 그러나 최정규와 모의하여 작성한 이 문서는 대한상무조합본부 회원들의 총의를 모은 것이 아니었기 때문에, 이학재는 사사로운 의견을 마치 전체 상업인들의 요구인 양 왜곡한 데 대하여 성토를 받고 이 단체에서 탈퇴당했다.
일본 제국에 머무르며 병합 운동을 벌이던 송병준이 일본 제국의 일은 자신이 맡아서 할 터이니 한국에서는 일진회가 이학재와 의논해 일을 진척시키라는 편지를 보내올 정도로 병합 찬성파들의 신임을 받았고, 반대로 평안남도에서는 의병이 이학재의 무리라 하여 평남 상무 두령 권중혁을 구타하고 군자금을 빼앗는 일이 벌어졌을 만큼 원성도 높았다. 연안 이씨 문중에서는 그를 족보에서 삭제하는 일을 논의하기도 했다. 일설에는 삭제하였다고도 한다. 또한 그때 대한상무조합본부 부장직에서는 물러나야 했다.
1910년 국민동지찬성회 고문, 국민협성회 회원을 지내는 등 계속 친일 단체에서 주도적으로 활동했다. 이범찬, 서창보 등이 주도한 국민동지찬성회는 “한일 합방을 성사시킬 것을 간절히 바라며 엎드려 부탁한다.”라는 내용의 장서를 작성해 통감부로 보낸 단체이다.

## 사후
1934년 일본 제국의 극우단체 흑룡회가 설치한 일한합방기념탑에는 한일 병합 공로자로 부보상 대표 이학재의 이름이 기록되어 있다. 2006년 친일반민족행위진상규명위원회가 발표한 친일반민족행위 106인 명단, 2008년 민족문제연구소가 공개한 민족문제연구소의 친일인명사전 수록예정자 명단에도 포함되었다.

## 같이 보기
- 이등공송덕비건의소
- 국민동지찬성회

## 참고자료
- 친일반민족행위진상규명위원회 (2006년 12월). 〈이학재〉 (PDF). 《2006년도 조사보고서 II - 친일반민족행위결정이유서》. 서울. 758~767쪽쪽. 발간등록번호 11-1560010-0000002-10. [깨진 링크(과거 내용 찾기)]